# カミラ・ファンゲル
カミラ・ファンゲル（デンマーク語: Camilla Fangel、1992年2月29日 - ）は、デンマークのハンドボール選手。
2017年7月より、スィルゲボー＝ヴォールKFUMに所属。